# سردشت ابراهیم‌آباد
سردشت ابراهیم‌آباد ، روستایی از توابع بخش موچش شهرستان کامیاران در استان کردستان ایران است.

## جمعیت
این روستا در دهستان عوالان قرار دارد و براساس سرشماری مرکز آمار ایران در سال ۱۳۸۵، جمعیت آن زیر سه خانوار بوده‌است.